# Andrea Bowen
Andrea Elizabeth Bowen (Columbus, 4 marzo 1990) è un'attrice statunitense.
È meglio conosciuta per il ruolo di Julie Mayer nella serie televisiva Desperate Housewives.

## Biografia
Fece il suo debutto a Broadway nel 1996 interpretando Cosette bambina/Eponine bambina ne I miserabili. All'età di sei anni fu la più giovane attrice di sempre ad interpretare questo ruolo. Dal 1996 al 2001 è stata una presenza costante a Broadway, interpretando Marta nel revival del 1998 The Sound of Music, e successivamente nel 2000, lanciando il ruolo di Adele nella versione musical di Jane Eyre. È stata anche membro del The Broadway Kids. Diversi suoi familiari hanno avuto esperienze nei musical recitando in vari Broadway shows. 
Dal 2004, Andrea Bowen interpreta il ruolo di Julie Mayer in Desperate Housewives. Ha avuto ruoli occasionali o in più puntate in tv shows come Nip/Tuck, One Tree Hill (con l'amica Sophia Bush), Boston Public e Law & Order - Unità vittime speciali. Ha interpretato il ruolo di Candace nel film d'avventura di ambientazione esoterica Eye of the Dolphin.

## Filmografia

### Cinema
- Un angelo a New York (New York Crossing), regia di Vinicius Mainardi (1996)
- Highball, regia di Noah Baumbach (1997)
- Cappuccetto rosso (Red Riding Hood), regia di Randal Kleiser (2004)
- Eye of the Dolphin, regia di Michael D. Sellers (2006)
- Divorzio d'amore (Divorce Invitation), regia di S.V. Krishna Reddy (2012)
- G.B.F., regia di Darren Stein (2013)
- Sulle tracce di Zoe (Zoe Gone), regia di Conor Allyn (2014)
- Doti spezzate (Pretty Little Addict), regia di Monika Mitchell (2016)
- Nozze d'inverno, regia di Jake Helgren (2017)

### Televisione
- Law & Order - I due volti della giustizia (Law & Order) – serie TV, 2 episodi (1996-1997)
- Law & Order - Unità vittime speciali (Law & Order: Special Victims Unit) – serie TV, episodio 2x15 (2001)
- Squadra emergenza (Third Watch) – serie TV, un episodio (2001)
- Arli$$ – serie TV, un episodio (2002)
- That Was Then – serie TV, 7 episodi (2002)
- Boston Public – serie TV, 3 episodi (2003)
- One Tree Hill – serie TV, un episodio (2003)
- Squadra Med - Il coraggio delle donne (Strong Medicine) – serie TV, un episodio (2003)
- Desperate Housewives – serie TV, 107 episodi (2004-2012) - Julie Mayer
- Senza traccia (Without a Trace) – serie TV, un episodio (2005)
- King of the Hill – serie TV, 3 episodi (2006)
- Girl, Positive, regia di Peter Werner – film TV (2007)
- Ghost Whisperer – serie TV, episodio 4x15 (2009)
- The Closer – serie TV, episodio 4x3 (2009)
- Chi ha ucciso mio marito? (Who Killed My Husband?), regia di David Winning – film TV (2016)

### Cortometraggi
- Luckey Quarter, regia di Robert Cochrane e Robert David Cochrane (2005)

### Doppiatrice
- L'era glaciale (Ice Age), regia di Chris Wedge (2002)
- Party Wagon, regia di Craig Bartlett e Tuck Tucker (2004)
- Bambi 2 - Bambi e il Grande Principe della foresta (Bambi II), regia di Brian Pimental (2009)
- Twinkle Toes: The Movie, regia di Dave Woodgate (2012)

## Doppiatrici italiane
Nelle versioni in italiano delle opere in cui ha recitato, Andrea Bowen è stata doppiata da:
- Marinella Armagni in Squadra Med - Il coraggio delle donne (1ª voce)
- Adriana Libretti in Squadra Med - Il coraggio delle donne (2ª voce)
- Alessia Amendola in Desperate Housewives - I Segreti di Wisteria Lane
- Francesca Manicone in Cappuccetto Rosso
- Roberta De Roberto in Sulle tracce di Zoe
- Letizia Ciampa in Ghost Whisperer - Presenze
- Sara Ferranti in The Closer
- Perla Liberatori in Divorzio d'amore
- Giorgia Locuratolo in Doti spezzate
- Alice Bertocchi in Scandal

Da doppiatrice è sostituita da:
- Lucrezia Marricchi in Bambi 2 - Bambi e il Grande Principe della foresta